# Pertes du Rhône
Les pertes du Rhône étaient des gorges de France situées sur le cours du Rhône, près de Bellegarde-sur-Valserine, juste en amont du confluent de la Valserine et du Rhône. Elles sont submergées en 1948 par le lac de retenue du barrage de Génissiat. Le fleuve marque à cet endroit la limite entre l'Ain et la Haute-Savoie.
Contrairement à ce que pourrait penser leur nom, les pertes du Rhône ne constituent pas à proprement parler une perte, phénomène dont est par exemple affecté le Danube, mais sont un canyon en fente à la manière des pertes de la Valserine ou encore des gorges du Fier.

## Géographie
La nature des roches a donné au lit de ces cours d'eau une forme particulière, profonde de soixante mètres, dans laquelle le Rhône disparaissait pendant la saison sèche : ce site était appelé les « pertes du Rhône ». Dans ses Impressions de voyage en Suisse, Alexandre Dumas décrit le site qu'il visite en se rendant à Genève : 

« Le Rhône, qui accourt bouillonnant et profond, disparait tout à coup dans les gerçures transversales d’un rocher pour reparaître cinquante pas plus loin : l’espace intermédiaire reste parfaitement à sec […] Ce qui se passe dans l’abîme où le Rhône se précipite, c’est ce qu’il est impossible de savoir : du bois, du liège, des chiens, des chats ont été jetés à l’endroit où il entre, et ont été attendus vainement à l’endroit où il sort ; le gouffre n’a jamais rien rendu de ce qu’il avait englouti. »

## Histoire
Les pertes du Rhône constituaient une importante attraction touristique au XIXe siècle et au début du XXe siècle. Le site était équipé d’un barrage de petite dimension, le Barrage des Forces Motrices, en amont immédiat de l’encaissement. 
Les pertes du Rhône sont submergées en 1948 quand le barrage de Génissiat est mis en eau au sud de Bellegarde. Le site est noyé par le réservoir de vingt-trois kilomètres de long qui s'étend entre Génissiat et la frontière suisse. Aujourd’hui, à la place du « gouffre » effrayant vu par Alexandre Dumas, il ne reste plus qu’un plan d’eau, qui ne retrouve une partie de sa violence qu'à l’occasion des opérations transfrontalières de gestion des sédiments du Rhône, lorsque le niveau d’eau dans les retenues de Verbois, Chancy-Pougny, Génissiat et Seyssel est abaissé afin d’évacuer une partie des sédiments qui remplissent les retenues. Cependant, le niveau d'eau ne descend jamais suffisamment pour que les pertes du Rhône redeviennent visibles.

## Iconographie
L'artiste Louis Bélanger a dessiné le lieu en 1798. Ses œuvres sont conservées aux musées royaux des Beaux-Arts de Belgique à Bruxelles.

Vue en aquatinte
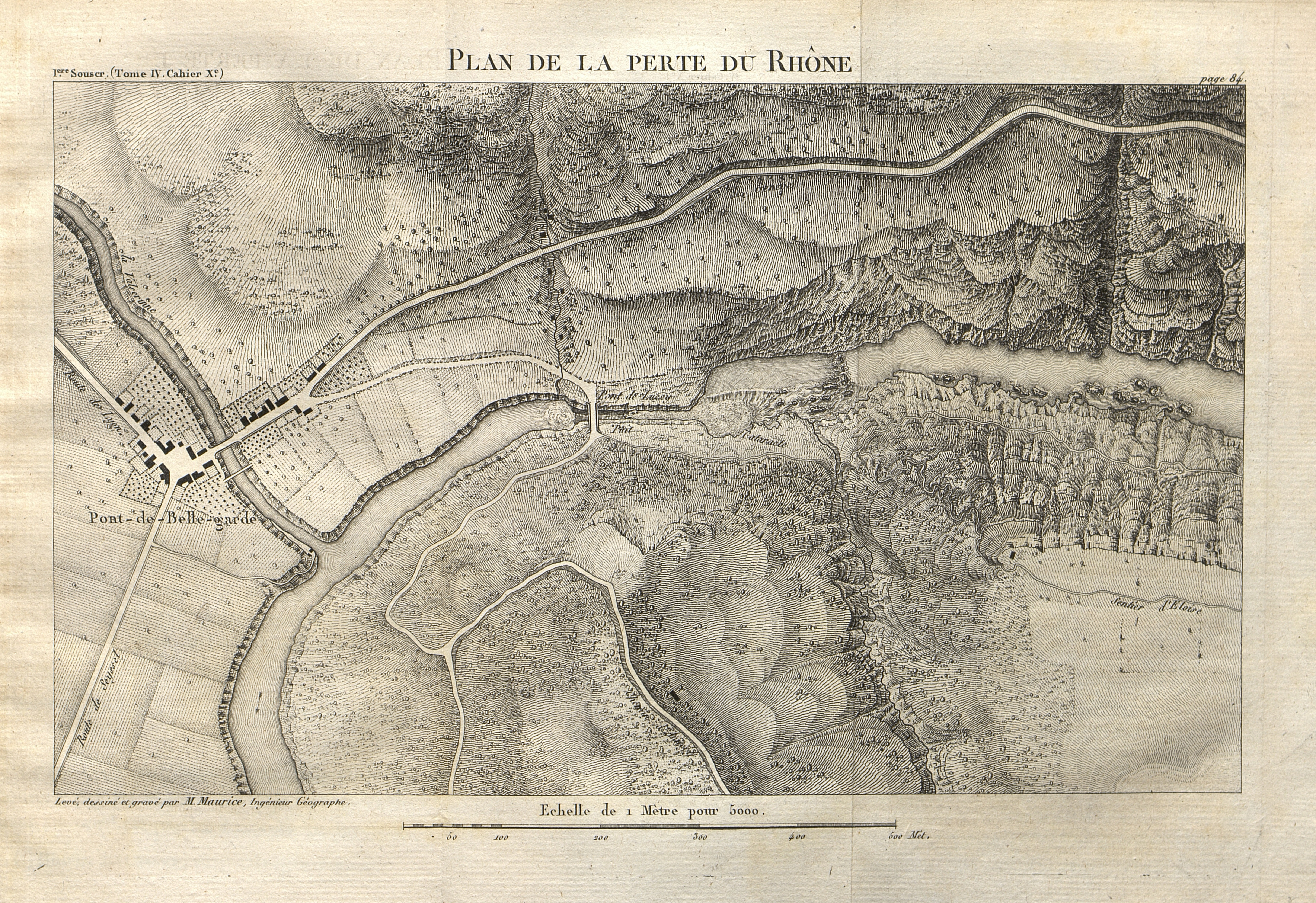
Plan du site